# Vancicăuții Mici, Noua Suliță
Vancicăuții Mici, întâlnit și sub forma Pol-Vancicăuți, Ivancăuții Noi, Novoivankovțî sau Jencăuții-Mici (între 1942-1944) (în ucraineană Новоіванківці, transliterat: Novoivankivți, în rusă Новоиванковцы, transliterat: Novoivankovțî, în rusă de până revoluția 1917 Полъ-Ванчикауць, transliterat: Pol-Vancicăuți) sat în raionul Noua Suliță din regiunea Cernăuți (Ucraina), depinzând administrativ de comuna Costiceni. Are 980 locuitori, preponderent moldoveni (români).
Numele oficial al localității de la prima atestare documentară (începutul anilor 60 ai secolului XIX) până la începutul anilor 30 ai secolului XX a fost Pol-Vancicăuți (Полъ-Ванчикауць) (inclusiv și in perioada Rusiei Rusia Țariste și României Mari). În anii 30 ai secolului XX e cunoscut sub numele de Vancicăuții Mici. La începutul anilor 40 a secolului XX este întâlnit și sub numele Jincăuți. Odată cu venirea Armatei Roșii satul s-a reîntors la vechiul nume de Pol-Vancicăuți ( Пол-Ванчиковцы / Pol-Vancikovțî rusă,  sau Пів-Ванчіківці / Piv-Vancikivți în ucraineană). 
În septembrie 1946 în urma deciziei Sovetului Suprem a RSS Ucrainene au fost schimbate numele a mai multor localități din regiunea Cernăuți, printre care și a localității Pol-Vancicăuți în Novoivankovțî (în rusă Новоиванковцы, în ucraineană Новоіванківці). Acest nume este oficial utilizat și azi, însă locuitorii preferă să continue să folosească numele original – Pol-Vancicăuți. 
În plus, satul are și denumiri populare, cum ar fi Împărătești, Răzășești și Cotul Domnului, care nu au fost atestate documentar, dar sunt adânc înrădăcinate în memoria colectivă și până nu demult au fost folosite de comunitate.
Satul este situat la o altitudine de 120 metri, în partea de sud a raionului Noua Suliță, în apropiere de frontiera cu România.

## Istorie
Localitatea Vancicăuții Mici a făcut parte încă de la înființare din Ținutul Hotinului a regiunii istorice Basarabia a Principatului Moldovei. 
Prin Tratatul de pace de la București, semnat pe 16/28 mai 1812, între Imperiul Rus și Imperiul Otoman, la încheierea războiului ruso-turc din 1806 – 1812, Rusia a ocupat teritoriul de est al Moldovei dintre Prut și Nistru, pe care l-a alăturat Ținutului Hotin și Basarabiei/Bugeacului luate de la Turci, denumind ansamblul Basarabia (în 1813) și transformându-l într-o gubernie împărțită în zece ținuturi (Hotin, Soroca, Bălți, Orhei, Lăpușna, Tighina, Cahul, Bolgrad, Chilia și Cetatea Albă, capitala guberniei fiind stabilită la Chișinău). 
La începutul secolului al XIX-lea, conform recensământului efectuat de către autoritățile țariste în anul 1817, satul Vancicăuții Mici făcea parte din Ocolul Prutului de sus a Ținutului Hotin . 
După Unirea Basarabiei cu România la 27 martie 1918, satul Vancicăuții Mici a făcut parte din componența României, în Plasa Lipcani a județului Hotin. Pe atunci, majoritatea populației era formată din români. 
Ca urmare a Pactului Ribbentrop-Molotov (1939), Basarabia, Bucovina de Nord și Ținutul Herța au fost anexate de către URSS la 28 iunie 1940. După ce Basarabia a fost ocupată de sovietici, Stalin a dezmembrat-o în trei părți. Astfel, la 2 august 1940, a fost înființată RSS Moldovenească, iar părțile de sud (județele românești Cetatea Albă și Ismail) și de nord (județul Hotin) ale Basarabiei, precum și nordul Bucovinei și Ținutul Herța au fost alipite RSS Ucrainene. La 7 august 1940, a fost creată regiunea Cernăuți, prin alipirea părții de nord a Bucovinei cu Ținutul Herța și cu cea mai mare parte a județului Hotin din Basarabia .
În perioada 1941-1944, toate teritoriile anexate anterior de URSS au reintrat în componența României. Apoi, cele trei teritorii au fost reocupate de către URSS în anul 1944 și integrate în componența RSS Ucrainene, conform organizării teritoriale făcute de Stalin după anexarea din 1940, când Basarabia a fost ruptă în trei părți. 
Începând din anul 1991, satul Vancicăuții Mici face parte din raionul Noua Suliță al regiunii Cernăuți din cadrul Ucrainei independente. Conform recensământului din 1989, numărul locuitorilor care s-au declarat români plus moldoveni era de 945 (1+944), reprezentând 98,64% din populație . În prezent, satul are 980 locuitori, preponderent moldoveni (români).

## Movila Turcului
Pe teritoriul satului Pol-Vancicăuți, comuna Costiceni, ținutul Hotin, se află așa-numita „Movila Turcului”. Cu privire la originea și scopul acestei movile, există opinii diferite. Unii istorici consideră că este o construcție de pământ din evul mediu, ridicată de către oștenii moldoveni în timpul domniei lui Ștefan cel Mare. Alții presupun că ridicătura de pământ a fost realizată de oastea otomană. De asemenea, există ipoteze conform cărora movila ar putea fi o necropolă tumulară geto-dacică sau scitică.

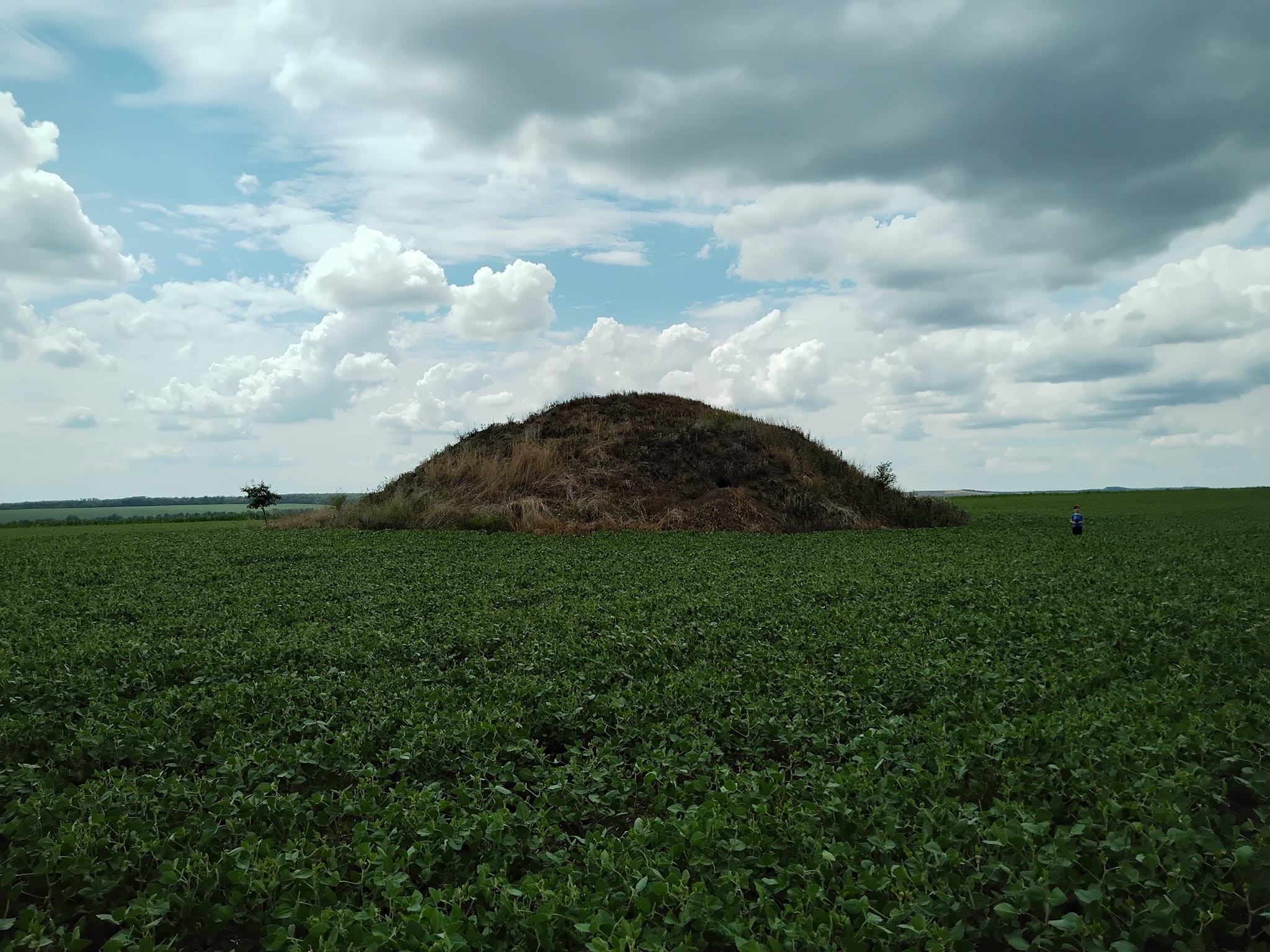

În perioada medievală, lipsa mijloacelor de telecomunicații făcea ca scrisorile să ajungă cu dificultate la destinatar. Astfel, pentru a proteja țara de inamici, voievozii moldoveni au decis să construiască turnulețe primitive, dar eficiente, din pământ, lemn și piatră. Aceste structuri aveau rolul de a opri înaintarea dușmanilor.
Conform legendelor locale, Movila Turcului servea ca sistem de avertizare pentru armatele domnești în cazul unor atacuri. Atunci când satele și cetățile erau atacate de hoardele tătare sau de trupele otomane, paznicii movilei aprindeau cantități mari de crengi și lemne uscate pe vârful acesteia. Focul puternic și vizibil permitea celor de pe movila învecinată să observe flacăra sau fumul și să transmită mai departe noutatea.
Movila este amplasată la nordul satului Pol-Vancicăuți, cunoscut în trecut sub numele de Răzășești, ce aparținea răzeșilor, țăranii liberi. Răzeșii reprezentau coloana vertebrală a armatei moldovenești, alături de mica boierime. Se presupune că răzeșii din Pol-Vancicăuți aveau misiunea de întreținere și semnalizare a movilei.
Bătrânii povestesc că în trecut fiecare oștean aduna pământ cu coiful său și îl arunca pe movilă pentru a o înălța. Inițial, ea era mult mai înaltă decât în prezent. Astfel de movile au existat în mai multe sate din împrejurimi, multe fiind distruse sau nivelate. La Costiceni, de-a lungul timpului, au existat în jur de 4-5 movile, potrivit istoricilor.
Movila Turcului apare în stema satului Pol-Vancicăuți, realizată de Andrian Nicorici.

## Demografie
Componența lingvistică a localității Vancicăuții Mici
     Română (97,55%)
     Ucraineană (1,43%)
     Rusă (1,02%)
Conform recensământului din 2001, majoritatea populației localității Vancicăuții Mici era vorbitoare de română (97,55%), existând în minoritate și vorbitori de ucraineană (1,43%) și rusă (1,02%).
1930: 853 (recensământ)
1989: 958 (recensământ)
2007: 980 (estimare)